# Aiptasiomorpha
Aiptasiomorpha is een geslacht van zeeanemonen uit de klasse van de Anthozoa (bloemdieren). 

## Soorten
- Aiptasiomorpha elongata Carlgren, 1951
- Aiptasiomorpha minima (Stephenson, 1918)
- Aiptasiomorpha paxi Stephenson, 1920
- Aiptasiomorpha texaensis Carlgren & Hedgepeth, 1952